# Square de l'Avenue-du-Bois
Ne doit pas être confondu avec Square du Bois-de-Boulogne ou Square du Bois (Bruxelles).
Le square de l'Avenue-du-Bois est une voie située dans le quartier de Chaillot du 16e arrondissement de Paris.

## Situation et accès
Le square de l'Avenue-du-Bois est une voie privée située dans le 16e arrondissement de Paris. Il débute 9, rue Le Sueur et se termine en impasse.
Il est desservi par la ligne 1 à la station Argentine.

## Origine du nom
Il porte ce nom en raison du voisinage de l'ancienne avenue du Bois-de-Boulogne, renommée en 1929 avenue Foch.

## Historique
Ce square est ouvert en 1925 sous sa dénomination actuelle.